# Камсактинский сельский округ
Камсактинский сельский округ (каз. Қамысақты ауылдық округі) — административная единица в составе Айыртауского района Северо-Казахстанской области Казахстана. Административный центр — село Карасёвка.
Население — 2368 человек (2009, 3086 в 1999, 4375 в 1989).

## История
Камсактинский сельсовет образован 9 января 1935 года. 24 декабря 1993 года решением главы Кокчетавской областной администрации создан Камсактинский сельский округ. Ликвидирован 25 апреля 1997 года. Вновь образован 24 июня 2000 года.
В состав округа вошла территория ликвидированного Светловского сельского совета (село Светлое).

## Состав
В состав округа входят такие населенные пункты:
| Населенный пункт    | Население, человек (1989) | Население, человек (1999) | Население, человек (2009) |
| ------------------- | ------------------------- | ------------------------- | ------------------------- |
| Бирлестик, село     | 618                       | 594                       | 591                       |
| Карасёвка, село     | 1295                      | 720                       | 498                       |
| Кумтоккен, аул      | 575                       | 527                       | 441                       |
| Орлиногорское, село | 171                       | 192                       | 117                       |
| Светлое, село       | 1365                      | 791                       | 476                       |
| Укили Ыбырай, село  | 351                       | 262                       | 245                       |